# Ashley Eckstein
Ashley Eckstein (születési nevén Ashley Drane; Louisville, Kentucky, 1981. szeptember 22. –) amerikai színésznő, szinkronszínésznő és divattervező. 
Leginkább Ahsoka Tano szinkronhangjaként ismert a Csillagok háborúja-univerzum animációs filmjeiből és sorozataiból. Ő alapította továbbá a Her Universe divatmárkát.

## Élete és pályafutása
Kentuckyban született, a floridai Orlandóban nőtt fel. Első munkáját a Disney MGM Studios-nál kapta.
Gyerekkorában kezdett el színészkedni. 12 évesen ő játszotta Helen Keller szerepét a The Miracle Worker színházi darabban. Több színpadi- és televíziós szerepet, valamint reklámszerepeket követően Los Angeles-be költözött, ahol a JAG – Becsületbeli ügyek című katonai drámasorozatban kapta meg első komolyabb szerepét: Lisa Rossbachot alakította, Chegwidden admirális keresztlányát. Látható volt továbbá a Bradyék a Fehér Házban című vígjátékban, valamint a That’s So Raven Disney-sorozatban és további kisebb filmes szerepekben is.
2008-ban lett szélesebb körben is ismert, amikor az ő hangján szólalt meg Ahsoka Tano padawan karaktere a Star Wars: A klónok háborúja animációs mozifilmben, majd az ezt követő, azonos címet viselő sorozat számos epizódjában. Később a Star Wars: Lázadók és a Star Wars: A sors erői sorozatokban, valamint több számítógépes játékban is ő kölcsönözte a szereplő hangját, 2019-ben pedig a Star Wars: Skywalker kora mozifilmben is hallható volt egy rövid cameoszerep erejéig.
Televíziós- és szinkronmunkássága mellett divattervezőként is dolgozik, 2010-ben ő alapította meg a Her Universe divatmárkát, amely főként nők számára kínál sci-fi témájú ruházatot.
A UNICEF Kid Power nagykövete.

## Magánélete
2005. november 26-án ment hozzá David Eckstein MLB-játékoshoz Sanfordban (Florida), ekkortól férjezett nevét használja munkássága során is.

## Filmográfia

### Film
| Év   | Magyar cím                          | Eredeti cím                                  | Szerep                         | Magyar hang                   |
| ---- | ----------------------------------- | -------------------------------------------- | ------------------------------ | ----------------------------- |
| 2003 | Rockfenegyerekek                    | Prey for Rock & Roll                         | punk rocker lány               |                               |
| 2003 |                                     | Ancient Warriors                             | Dylan Paccione                 |                               |
| 2007 |                                     | Alice Upside Down                            | Miss Cole                      |                               |
| 2007 | Amerikai Hófehérke                  | Sydney White                                 | Alicia                         | Szabó Gertrúd[forrás?]        |
| 2008 | Star Wars: A klónok háborúja        | Star Wars: The Clone Wars                    | Ahsoka Tano (hangja)           | Molnár Ilona                  |
| 2016 | Yesterday – Vissza a gyerekkorba    | Only Yesterday / おもひでぽろぽろ            | Okadzsima Jaeko (angol hangja) | Wessely-Simonyi Réka[forrás?] |
| 2018 | Lego Tini szuperhősök – Gonosz gimi | Lego DC Super Hero Girls: Super-Villain High | Gepárd (hangja)                | Pekár Adrienn[forrás?]        |
| 2019 | Star Wars IX. rész – Skywalker kora | Star Wars: The Rise of Skywalker             | Ahsoka Tano (hangja)           | Molnár Ilona                  |

### Televízió
| Év        | Magyar cím                      | Eredeti cím                        | Szerep                         | Megjegyzések                                  |
| --------- | ------------------------------- | ---------------------------------- | ------------------------------ | --------------------------------------------- |
| 1994      |                                 | Nickelodeon Guts                   | önmaga                         |                                               |
| 2001      | JAG – Becsületbeli ügyek        | JAG                                | Lisa Rossbach                  | 1 epizód                                      |
| 2002      |                                 | The Rerun Show                     | 2 epizód                       |                                               |
| 2002      | Bradyék a Fehér Házban          | The Brady Bunch in the White House | Jan Brady                      |                                               |
| 2003–2006 |                                 | That’s So Raven                    | Muffy                          |                                               |
| 2003      | Azok a 70-es évek show          | That ’70s Show                     | Julie                          | 1 epizód                                      |
| 2004      | Drake és Josh                   | Drake & Josh                       | Susan                          | 1 epizód                                      |
| 2004      | Mrs. Klinika                    | Strong Medicine                    | Becca                          | 1 epizód                                      |
| 2004      |                                 | Blue Collar TV                     | több szerep                    | állandó szereplő                              |
| 2005      |                                 | Hot Properties                     | Nancy                          | 1 epizód                                      |
| 2006      | Phil a jövőből                  | Phil of the Future                 | Grace                          | 1 epizód                                      |
| 2008      | Cserecsapat                     | The Replacements                   | Bailey (hangja)                | 1 epizód                                      |
| 2008–2020 | Star Wars: A klónok háborúja    | Star Wars: The Clone Wars          | Ahsoka Tano (hangja)           | - magyar hangja: - Molnár Ilona               |
| 2012–2018 | Szófia hercegnő                 | Sofie the First                    | Mia the Bluebird (hangja)      |                                               |
| 2013      | Robotcsirke                     | Robot Chicken                      | nyúlfeleség / lány (hangja)    | 1 epizód                                      |
| 2014–2017 | A Pókember elképesztő kalandjai | Ultimate Spider-Man                | Dagger / Shriek (hangja)       |                                               |
| 2014–2018 | Star Wars: Lázadók              | Star Wars Rebels                   | Ahsoka Tano / Fulcrum (hangja) | - magyar hangja: - Molnár Ilona               |
| 2017–2018 | Star Wars: A sors erői          | Star Wars Forces of Destiny        | Ahsoka Tano (hangja)           | - magyar hangja: - Molnár Ilona               |
| 2019      | Bosszúállók újra együtt         | Avengers Assemble                  | Lady Elanna (hangja)           |                                               |
| 2020      | She-Ra és a lázadó hercegnők    | She-Ra and the Princesses of Power | Tallstar (hangja)              | - 1 epizód - magyar hangja: - Tamási Nikolett |
| 2022      | Star Wars: Históriák            | Star Wars: Tales of the Jedi       | Ahsoka Tano (hangja)           | - 2 epizód - magyar hangja: - Molnár Ilona    |

### Videójátékok

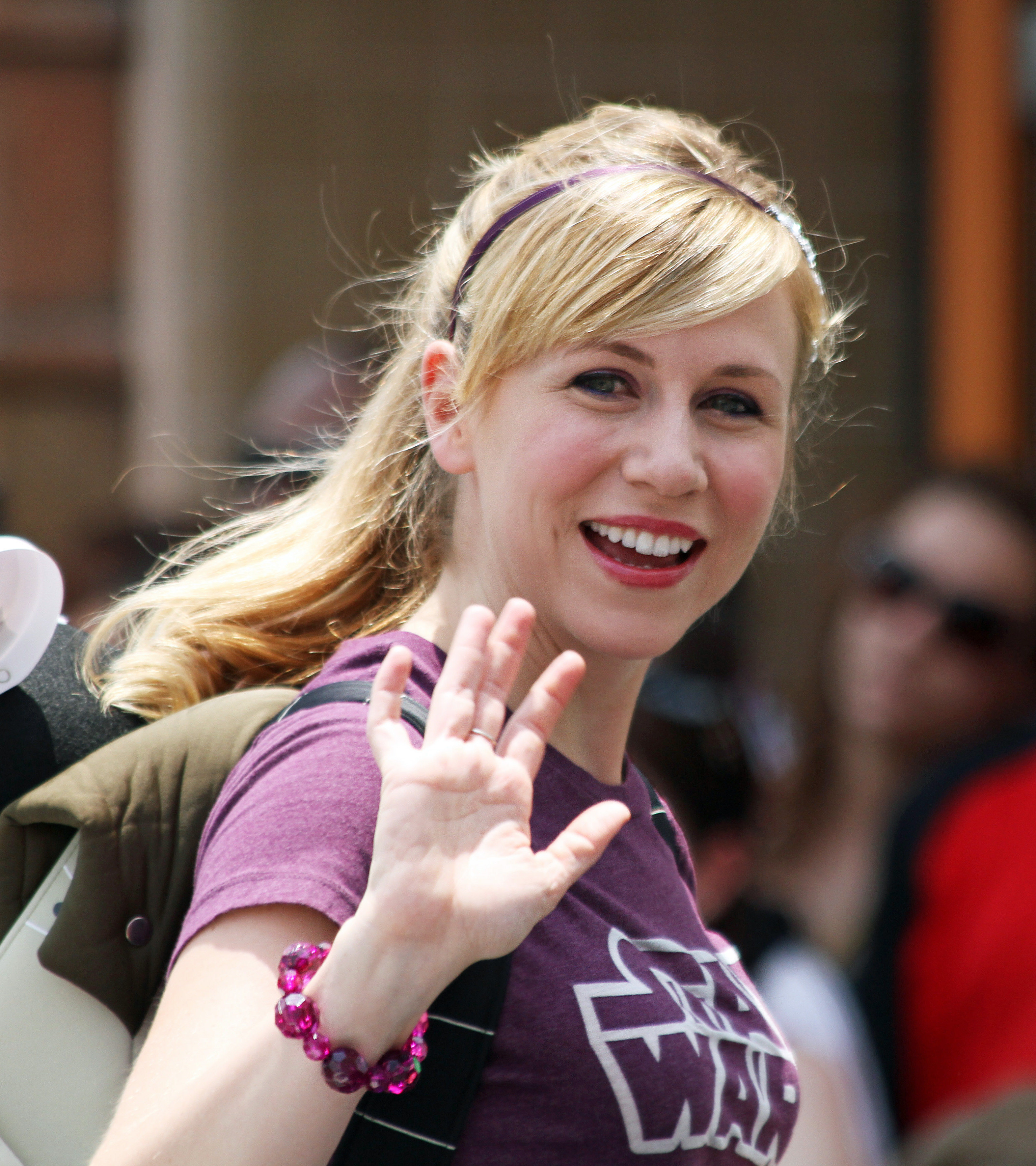
2011-ben

| Év   | Eredeti cím                                  | Szerep      |
| ---- | -------------------------------------------- | ----------- |
| 2008 | Star Wars: The Clone Wars – Lightsaber Duels | Ahsoka Tano |
| 2009 | Star Wars: The Clone Wars – Republic Heroes  | Ahsoka Tano |
| 2011 | Lego Star Wars III: The Clone Wars           | Ahsoka Tano |
| 2015 | Disney Infinity 3.0                          | Ahsoka Tano |

### Hangoskönyvek
- 2016: E. K. Johnston: Ahsoka

## Fordítás
- Ez a szócikk részben vagy egészben  az   Ashley Eckstein című angol Wikipédia-szócikk ezen változatának fordításán alapul.  Az eredeti cikk szerkesztőit annak laptörténete sorolja fel. Ez a jelzés csupán a megfogalmazás eredetét és a szerzői jogokat jelzi, nem szolgál a cikkben szereplő információk forrásmegjelöléseként.